# Pyrbaum
Pyrbaum is een plaats in de Duitse deelstaat Beieren, en maakt deel uit van het Landkreis Neumarkt in der Oberpfalz.
Pyrbaum telt 5.809 inwoners.